# Golden Globe Awards 2009

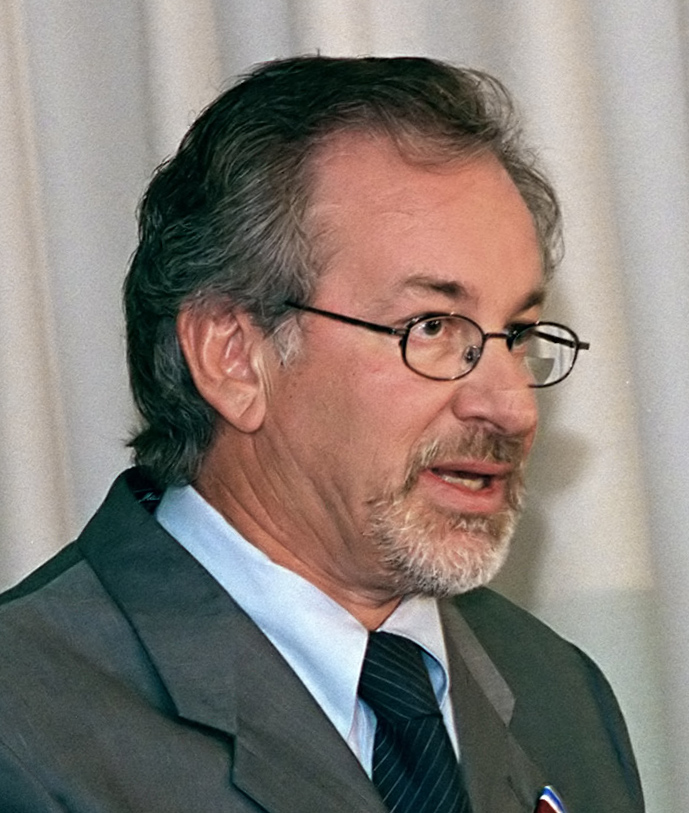
Steven Spielberg, Preisträger des Cecil B. DeMille Award 2008, 2009 geehrt

Die Golden Globe Awards 2009 wurden von der Hollywood Foreign Press Association (HFPA), einer Vereinigung internationaler Filmjournalisten, am 11. Januar 2009 zum 66. Mal vergeben. Die Verleihung der Auszeichnungen in den Bereichen Film (14 Kategorien) und Fernsehen (11 Kategorien) fanden im Rahmen eines Galadiners im Beverly Hilton Hotel in Beverly Hills statt und wurden von dem US-amerikanischen Fernsehsender NBC übertragen.
Die Nominierungen waren ebenfalls im Beverly Hilton Hotel am 11. Dezember 2008 bekanntgegeben worden. Bereits im Vorjahr wurde der sechsfache Golden-Globe-Gewinner Steven Spielberg als Preisträger des Cecil B. deMille Awards bestimmt. Er erhielt den Ehrenpreis für seinen „außerordentlichen Beitrag zum Unterhaltungsbereich“. Da die Zeremonie im Jahr 2008 wegen des Streiks der in der WGA organisierten Drehbuchautoren abgesagt worden war, hatte man die Verleihung des Cecil B. DeMille Awards auf das Jahr 2009 verschoben.

## Nominierungen und Auszeichnungen
Die Nominierungen in den 25 Kategorien wurden am 11. Dezember 2008 von dem Präsidenten der HFPA, Jorge Camara, zusammen mit den Schauspielern Elizabeth Banks, Terrence Howard und Rainn Wilson bekanntgegeben.
Berücksichtigt wurden Spielfilme und Fernsehprogramme, die zwischen dem 1. Januar und dem 31. Dezember 2008 aufgeführt wurden. Fremdsprachige Filme mussten im Ursprungsland zwischen dem 1. November 2007 und dem 31. Dezember 2008 uraufgeführt worden sein. Insgesamt qualifizierten sich 184 Spielfilme (davon 71 Komödien oder Musicals), 8 Animationsfilme, 109 Fernsehserien (davon 42 Komödien) und 38 Mini-Serien oder Fernsehfilme.
Die meisten Nominierungen erhielten die Dramen Der seltsame Fall des Benjamin Button, Glaubensfrage und Frost/Nixon mit je fünf Nennungen. Keiner dieser Filme konnte aber seiner Favoritenrolle gerecht werden und alle Produktionen blieben unprämiert. Zum erfolgreichsten Film des Abends avancierte Danny Boyles Drama Slumdog Millionär. Der Film stellt einen jungen Inder (gespielt von Dev Patel) aus den Armenvierteln von Mumbai in den Mittelpunkt. Dieser erhält die Chance, als Kandidat in der indischen Version von Who Wants to Be a Millionaire? aufzutreten. Boyles Film konnte alle seine vier Nominierungen in Siege umsetzen und gewann die Trophäen für das beste Filmdrama, die Regie, das Drehbuch und die beste Filmmusik. Auf zwei Siege kam Darren Aronofskys Goldener-Löwe-Gewinner The Wrestler, der sich die Preise in den Kategorien Bester Hauptdarsteller in einem Drama (Mickey Rourke) und Bester Filmsong sichern konnte. Bei den Komödien war Woody Allens Film Vicky Cristina Barcelona mit vier Nominierungen zu den Favoriten gezählt worden, der auch mit dem Preis für die beste Filmkomödie ausgezeichnet wurde. Beste Komödiendarsteller wurden die Britin Sally Hawkins (Happy-Go-Lucky) und der Ire Colin Farrell (Brügge sehen… und sterben?).
Im Vorfeld der Verleihung hatten mehrere Schauspieler je zwei Nennungen erhalten, aber nur die Britin Kate Winslet konnte ihre Doppelnominierung auch in zwei Siege umsetzen. Sowohl für die Hauptrolle der April Wheeler in Sam Mendes’ Drama Zeiten des Aufruhrs, als auch den Part der Hanna Schmitz in Stephen Daldrys Der Vorleser gewann sie die Auszeichnung der HFPA. Der Brite Tom Wilkinson erhielt den Preis für seine Darstellung des Benjamin Franklin in dem Fernsehmehrteiler John Adams – Freiheit für Amerika, während er für seine Hauptrolle in dem Fernsehfilm Recount dem US-Amerikaner Paul Giamatti (John Adams – Freiheit für Amerika) den Vortritt lassen musste. Unprämiert blieben Meryl Streep (Glaubensfrage und Mamma Mia!) und Ralph Fiennes (Die Herzogin und Bernard and Doris). Der im Januar 2008 verstorbene Australier Heath Ledger gewann postum den Preis als bester Nebendarsteller in The Dark Knight, den stellvertretend der Regisseur des Films, Christopher Nolan, entgegennahm. Für seine Leistung als Joker war Ledger in der laufenden amerikanischen Filmpreissaison bereits mehrfach ausgezeichnet worden.
Bei den fremdsprachigen Filmen setzte sich der israelische Dokumentarfilm Waltz with Bashir gegen den Europäischen-Filmpreis-Gewinner Gomorrha – Reise in das Reich der Camorra aus Italien und den deutschen Beitrag Der Baader Meinhof Komplex von Uli Edel durch. Daneben waren der skandinavische Film Die ewigen Momente der Maria Larsson und das französische Drama So viele Jahre liebe ich dich berücksichtigt worden. Insgesamt waren 53 fremdsprachige Filme für den Golden Globe eingereicht worden.
Im Bereich Fernsehen hatten jeweils Produktionen des Pay-TV-Sender HBO das Favoritenfeld angeführt. Die Miniserie John Adams – Freiheit für Amerika konnte alle ihre 4 Nominierungen in Siege umsetzen. Auf drei Auszeichnungen kam die Serie 30 Rock.

## Nominierte im Bereich Film

### Bester Film – Drama
Slumdog Millionär (Slumdog Millionaire) – Regie: Danny Boyle
- Der seltsame Fall des Benjamin Button (The Curious Case of Benjamin Button) – Regie: David Fincher
- Der Vorleser (The Reader) – Regie: Stephen Daldry
- Frost/Nixon – Regie: Ron Howard
- Zeiten des Aufruhrs (Revolutionary Road) – Regie: Sam Mendes

### Bester Film – Komödie/Musical
Vicky Cristina Barcelona – Regie: Woody Allen
- Brügge sehen… und sterben? (In Bruges) – Regie: Martin McDonagh
- Burn After Reading – Wer verbrennt sich hier die Finger? (Burn After Reading) – Regie: Ethan und Joel Coen
- Happy-Go-Lucky – Regie: Mike Leigh
- Mamma Mia! – Regie: Phyllida Lloyd

### Beste Regie
Danny Boyle – Slumdog Millionär (Slumdog Millionaire)
- Stephen Daldry – Der Vorleser (The Reader)
- David Fincher – Der seltsame Fall des Benjamin Button (The Curious Case of Benjamin Button)
- Ron Howard – Frost/Nixon
- Sam Mendes – Zeiten des Aufruhrs (Revolutionary Road)

### Bester Hauptdarsteller – Drama
Mickey Rourke – The Wrestler

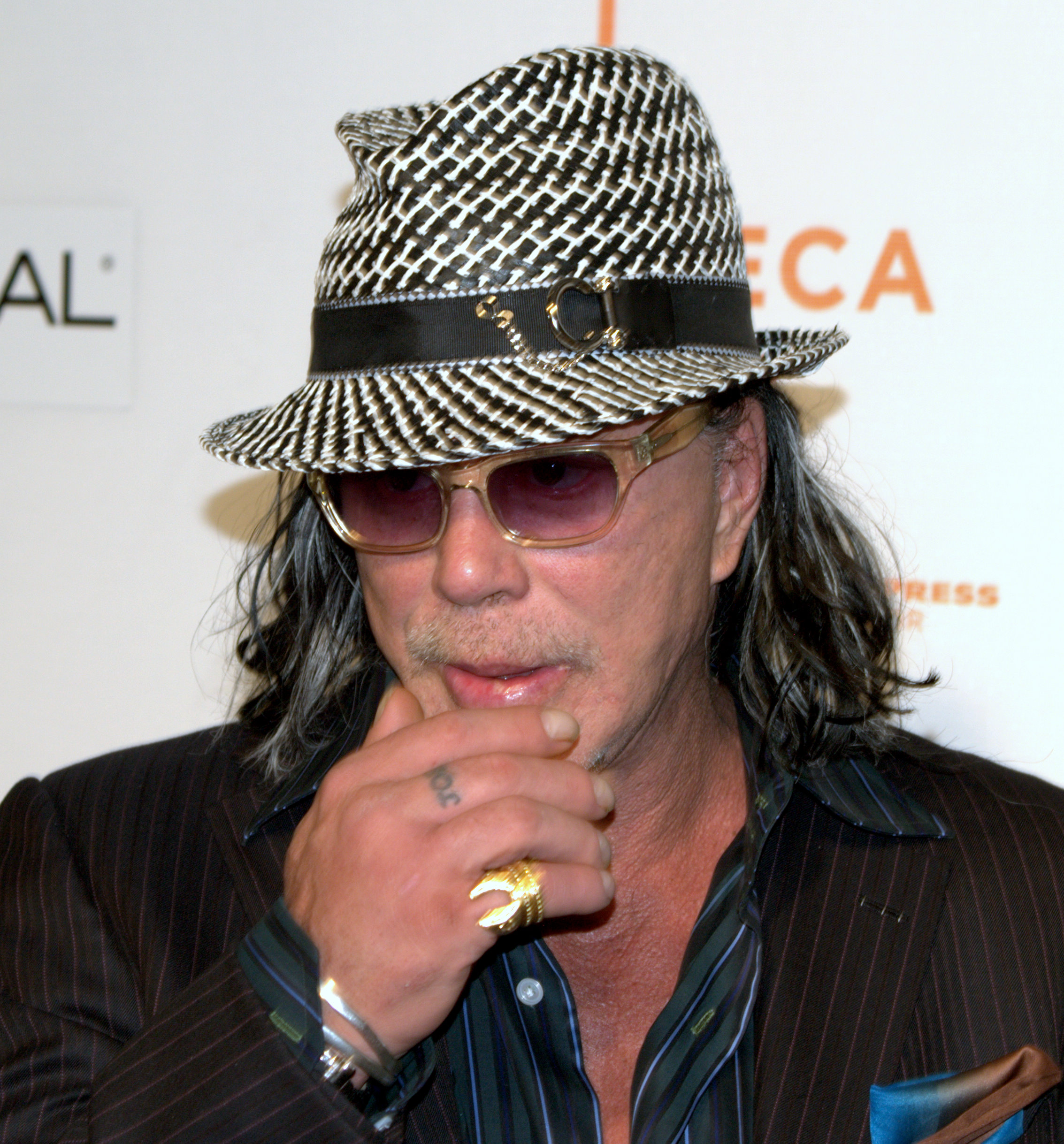
Mickey Rourke erhielt den Preis für den besten Hauptdarsteller

- Leonardo DiCaprio – Zeiten des Aufruhrs (Revolutionary Road)
- Frank Langella – Frost/Nixon
- Sean Penn – Milk
- Brad Pitt – Der seltsame Fall des Benjamin Button (The Curious Case of Benjamin Button)

### Beste Hauptdarstellerin – Drama

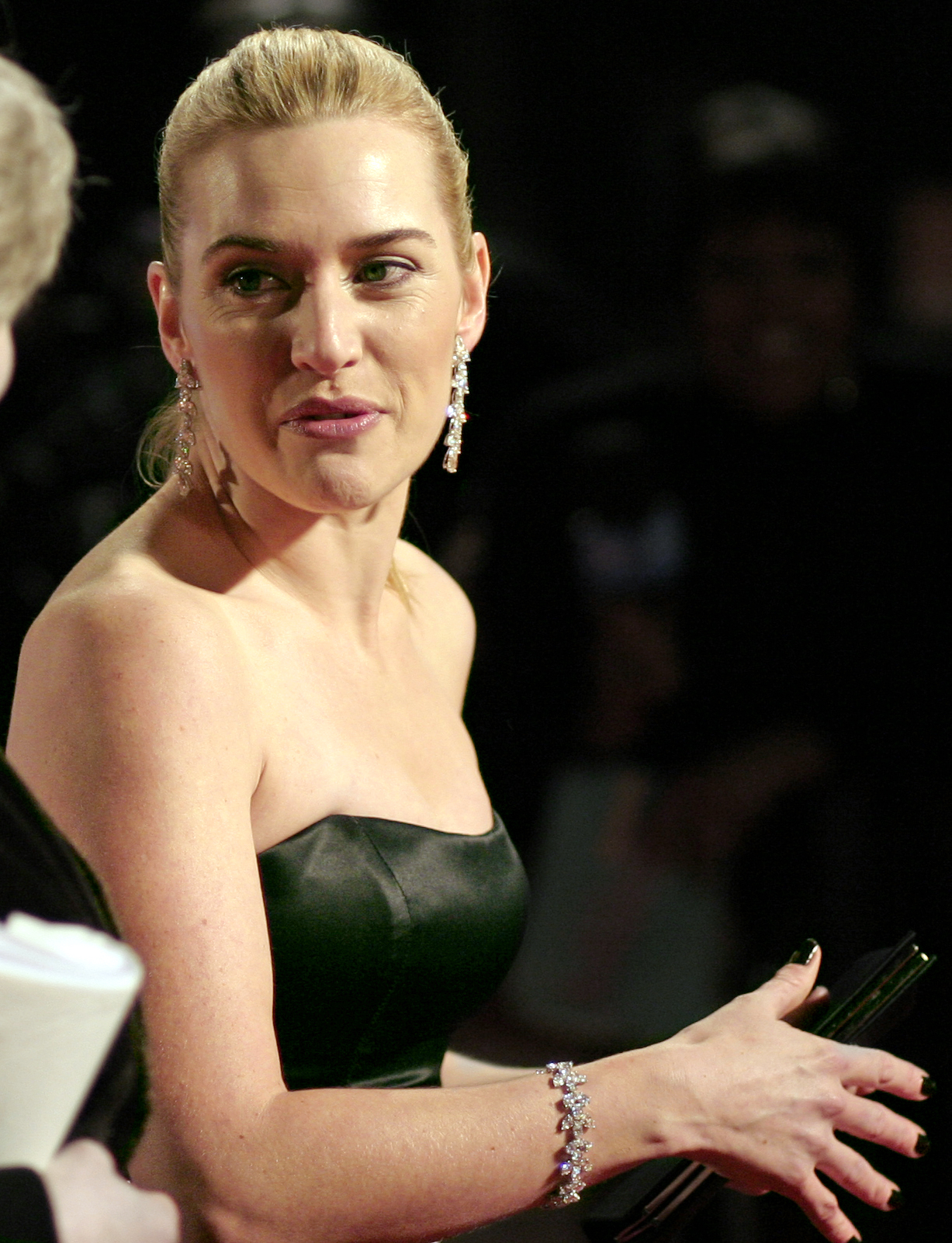
Für ihre Rollen in Der Vorleser und Zeiten des Aufruhrs zweimal ausgezeichnet: Kate Winslet

Kate Winslet – Zeiten des Aufruhrs (Revolutionary Road)
- Anne Hathaway – Rachels Hochzeit (Rachel Getting Married)
- Angelina Jolie – Der fremde Sohn (Changeling)
- Meryl Streep – Glaubensfrage (Doubt)
- Kristin Scott Thomas – So viele Jahre liebe ich dich (Il y a longtemps que je t'aime)

### Bester Hauptdarsteller – Komödie/Musical
Colin Farrell – Brügge sehen… und sterben? (In Bruges)
- Javier Bardem – Vicky Cristina Barcelona
- James Franco – Ananas Express
- Brendan Gleeson – Brügge sehen… und sterben? (In Bruges)
- Dustin Hoffman – Liebe auf den zweiten Blick (Last Chance Harvey)

### Beste Hauptdarstellerin – Komödie/Musical
Sally Hawkins – Happy-Go-Lucky
- Rebecca Hall – Vicky Cristina Barcelona
- Frances McDormand – Burn After Reading – Wer verbrennt sich hier die Finger? (Burn After Reading)
- Meryl Streep – Mamma Mia!
- Emma Thompson – Liebe auf den zweiten Blick (Last Chance Harvey)

### Bester Nebendarsteller
Heath Ledger – The Dark Knight
- Tom Cruise – Tropic Thunder

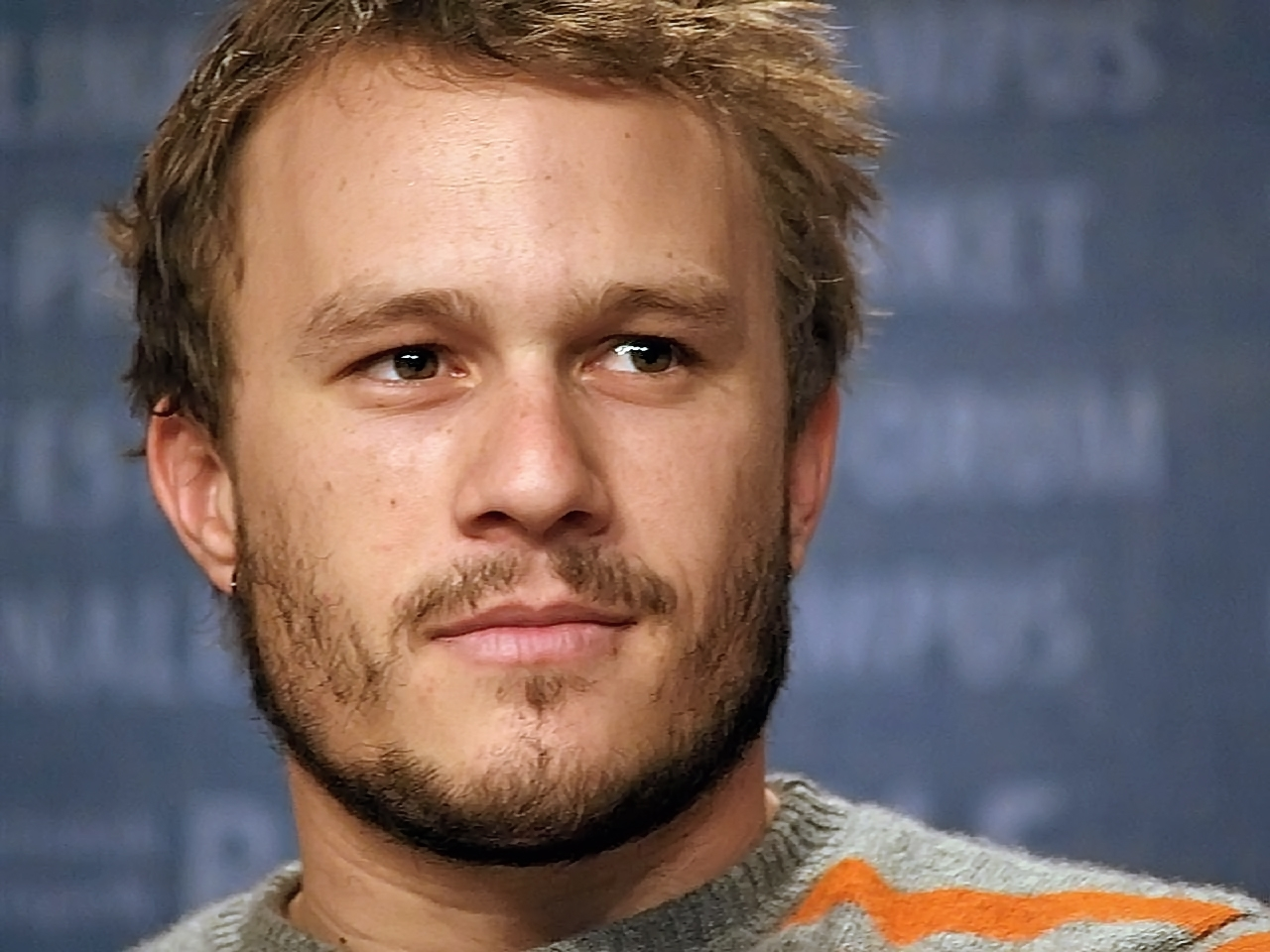
Heath Ledger wurde für die Interpretation des Jokers postum ausgezeichnet

- Robert Downey Jr. – Tropic Thunder
- Ralph Fiennes – Die Herzogin (The Duchess)
- Philip Seymour Hoffman – Glaubensfrage (Doubt)

### Beste Nebendarstellerin
Kate Winslet – Der Vorleser (The Reader)
- Amy Adams – Glaubensfrage (Doubt)
- Penélope Cruz – Vicky Cristina Barcelona
- Viola Davis – Glaubensfrage (Doubt)
- Marisa Tomei – The Wrestler

### Bestes Drehbuch
Simon Beaufoy – Slumdog Millionär (Slumdog Millionaire)
- David Hare – Der Vorleser (The Reader)
- Peter Morgan – Frost/Nixon
- Eric Roth – Der seltsame Fall des Benjamin Button (The Curious Case of Benjamin Button)
- John Patrick Shanley – Glaubensfrage (Doubt)

### Beste Filmmusik
A. R. Rahman – Slumdog Millionär (Slumdog Millionaire)
- Alexandre Desplat – Der seltsame Fall des Benjamin Button (The Curious Case of Benjamin Button)
- Clint Eastwood – Der fremde Sohn (Changeling)
- James Newton Howard – Unbeugsam – Defiance (Defiance)
- Hans Zimmer – Frost/Nixon

### Bester Filmsong
„The Wrestler“ aus The Wrestler – Bruce Springsteen
„Down to Earth“ aus WALL·E – Der Letzte räumt die Erde auf (WALL·E) – Peter Gabriel, Thomas Newman
„Gran Torino“ aus Gran Torino – Jamie Cullum, Clint Eastwood, Kyle Eastwood, Michael Stevens
„I Thought I Lost You“ aus Bolt – Ein Hund für alle Fälle (Bolt) – Miley Cyrus, Jeffrey Steele
„Once in a Lifetime“ aus Cadillac Records – Ian Dench, James Dring, Amanda Ghost, Beyoncé Knowles, Scott McFarnon, Jody Street

### Bester Animationsfilm
WALL·E – Der Letzte räumt die Erde auf (WALL·E) – Regie: Andrew Stanton
- Bolt – Ein Hund für alle Fälle (Bolt) – Regie: Byron Howard,  Chris Williams
- Kung Fu Panda – Regie: Mark Osborne, John Stevenson

### Bester fremdsprachiger Film
Waltz with Bashir, Israel – Regie: Ari Folman
- Der Baader Meinhof Komplex, Deutschland – Regie: Uli Edel
- Die ewigen Momente der Maria Larsson (Maria Larssons eviga ögonblick), Schweden/Dänemark – Regie: Jan Troell
- Gomorrha – Reise in das Reich der Camorra (Gomorra), Italien – Regie: Matteo Garrone
- So viele Jahre liebe ich dich (Il y a longtemps que je t'aime), Frankreich – Regie: Philippe Claudel

## Nominierte im Bereich Fernsehen

### Beste Serie – Drama
Mad Men
- Dexter
- Dr. House (House, M.D.)
- In Treatment – Der Therapeut (In Treatment)
- True Blood

### Bester Serien-Hauptdarsteller – Drama
Gabriel Byrne – In Treatment – Der Therapeut (In Treatment)
- Michael C. Hall – Dexter
- Jon Hamm – Mad Men
- Hugh Laurie – Dr. House (House, M.D.)
- Jonathan Rhys Meyers – Die Tudors (The Tudors)

### Beste Serien-Hauptdarstellerin – Drama
Anna Paquin – True Blood
- Sally Field – Brothers & Sisters
- Mariska Hargitay – Law & Order: Special Victims Unit
- January Jones – Mad Men
- Kyra Sedgwick – The Closer

### Beste Serie – Komödie oder Musical
30 Rock
- Californication
- Das Büro (The Office)
- Entourage
- Weeds – Kleine Deals unter Nachbarn (Weeds)

### Bester Serien-Hauptdarsteller – Komödie oder Musical
Alec Baldwin – 30 Rock
- Steve Carell – Das Büro (The Office)
- Kevin Connolly – Entourage
- David Duchovny – Californication
- Tony Shalhoub – Monk

### Beste Serien-Hauptdarstellerin – Komödie oder Musical
Tina Fey – 30 Rock
- Christina Applegate – Samantha Who?
- America Ferrera – Ugly Betty
- Debra Messing – The Starter Wife – Alles auf Anfang (The Starter Wife)
- Mary-Louise Parker – Weeds – Kleine Deals unter Nachbarn (Weeds)

### Beste Mini-Serie oder Fernsehfilm
John Adams – Freiheit für Amerika (John Adams)
- A Raisin in the Sun
- Bernard and Doris
- Cranford
- Recount

### Bester Hauptdarsteller – Mini-Serie oder Fernsehfilm
Paul Giamatti – John Adams – Freiheit für Amerika (John Adams)
- Ralph Fiennes – Bernard and Doris
- Kevin Spacey – Recount
- Kiefer Sutherland – 24: Redemption
- Tom Wilkinson – Recount

### Beste Hauptdarstellerin – Mini-Serie oder Fernsehfilm
Laura Linney – John Adams – Freiheit für Amerika (John Adams)
- Judi Dench – Cranford
- Catherine Keener – An American Crime
- Shirley MacLaine – Coco Chanel
- Susan Sarandon – Bernard and Doris

### Bester Nebendarsteller – Serie, Mini-Serie oder Fernsehfilm
Tom Wilkinson – John Adams – Freiheit für Amerika (John Adams)
- Neil Patrick Harris – How I Met Your Mother
- Denis Leary – Recount
- Jeremy Piven – Entourage
- Blair Underwood – In Treatment – Der Therapeut (In Treatment)

### Beste Nebendarstellerin – Serie, Mini-Serie oder Fernsehfilm
Laura Dern – Recount
- Eileen Atkins – Cranford
- Melissa George – In Treatment – Der Therapeut (In Treatment)
- Rachel Griffiths – Brothers & Sisters
- Dianne Wiest – In Treatment – Der Therapeut (In Treatment)

## Cecil B. DeMille Award
Steven Spielberg (Verschobene Verleihung aus dem Vorjahr aufgrund des Streiks der US-Drehbuchautoren)

## Miss Golden Globe
Rumer Willis
Rumer Willis, die Tochter von Demi Moore und Bruce Willis, war bereits für die Preisverleihung 2008 als Miss Golden Globe ausgewählt worden; da die Verleihungszeremonie in diesem Jahr jedoch durch eine Pressekonferenz ersetzt wurde, nahm sie nun die Aufgabe der Überreichung der einzelnen Statuen im Jahr 2009 wahr.